# نلاو
نلاو هي قذيفة موجهة من نوع أطلق وانس مخصصة للاستخدام من قبل قوات المشاة.